# 矢沢たけひこ
矢沢たけひこ（矢澤毅彦）は、日本の政治家。無所属の安曇野市議会議員。

## 来歴
・1985年8月2日、豊科赤十字病院(現安曇野赤十字病院)にて産まれる。
・細萱保育園、豊科北小、豊科北中、松本筑摩高（昼間定時制）、中京学院大学経営学部、中央大学大学院（公共政策研究科）を経て、都議会議員秘書。小中では不登校を経験。
・地元郵便局や日本赤十字社、民間勤務を経て、 令和3年10月に安曇野市議会議員初当選。
・安曇野市消防団第２分団所属（10年以上）。
・市民シンクタンク 集合知ラボぷらっと代表。
・2024年に娘が生まれる。安曇野市議会では現職市議に子どもが誕生したのは初めて。

## 政策・活動
・選挙の有無にかかわらず、街頭での市政報告を継続的に行っている。
・市議会における一般質問には欠かさず登壇している。
1. ↑  “矢沢たけひこのプロフィール”. takehikoyazawa ページ！. 2025年8月19日閲覧。